# Panazol
Panazol (tiếng Occitan: Panasòu) là một xã của tỉnh Haute-Vienne, thuộc vùng Nouvelle-Aquitaine, miền trung nước Pháp.